# Vitório Pavanello
Vitório Pavanello SDB (* 20. Januar 1936 in Presidente Getúlio, Santa Catarina, Brasilien) ist ein brasilianischer Ordensgeistlicher und emeritierter römisch-katholischer Erzbischof von Campo Grande.

## Leben
Am 27. Februar 1949 trat Vitório Pavanello in das Priesterseminar von Ascurra in Santa Catarina ein. Er entschied sich, in die Ordensgemeinschaft der Salesianer Don Boscos einzutreten. Von 1957 bis 1959 studierte er englische und deutsche Literatur und Philosophie an der Salesianischen Fakultät für Philosophie, Wissenschaften und Literatur in Lorena. Es folgte von 1963 bis 1966 das Theologiestudium am Theologischen Institut Pius XI. in São Paulo. Am 31. Juli 1966 empfing er ebendort die Priesterweihe.
In der Ordensgemeinschaft war er von 1967 bis 1970 Studienleiter und Verantwortlicher der Schulpastoral, von 1971 bis 1975 Direktor am Lyceum Coração de Jesus in São Paulo. 1975 und 1976 war er am Seminar São Manuel in Lavrinhas tätig. 1977 war er für ein Jahr Direktor des salesianischen Noviziats und Seminars in Pindamonhangaba. Von 1978 bis 1981 war er Direktor des Educandário São Carlos, dort außerdem Novizenmeister und Vize-Kooperator der Pfarrei Nossa Senhora Auxiliadora.
Am 26. November 1981 wurde er durch Papst Johannes Paul II. zum Bischof von Corumbá, ernannt. Am 31. Januar 1982 spendete ihm der Erzbischof von Campo Grande, Antônio Barbosa SDB in São Carlos die Bischofsweihe. Mitkonsekratoren waren der Altbischof von Corumbá, Ladislau Paz SDB, und der Koadjutorbischof von São Carlos, Constantino Amstalden. Sein Wappenspruch lautet: Pro Ovibus Meis.
Am 26. November 1984 wurde er zum Koadjutor des Erzbischofs von Campo Grande ernannt. Er folgte am 12. Dezember 1986 infolge der Emeritierung Barbosas als Erzbischof nach.
Von 1983 bis 1988 war er Präsident der CNBB-Region Extremo-Oeste. Als Delegat nahm er an der Konferenz von Santo Domingo und 1997 bei der durch Papst Johannes Paul II. einberufenen Sonderversammlung der Synode der amerikanischen Bischöfe teil.
Am 4. Mai 2011 nahm Papst Benedikt XVI. das von Vitório Pavanello aus Altersgründen vorgebrachte Rücktrittsgesuch vom Amt des Erzbischofs von Campo Grande an.